# ديفيد براون (متزلج قفز)
ديفيد براون هو متزلج قفز كندي، ولد في 16 سبتمبر 1965 في ثاندر باي في كندا.

## وصلات خارجية
- ديفيد براون على موقع الاتحاد الدولي للتزلج (القفز التزلجي) (الإنجليزية)
- ديفيد براون على موقع اللجنة الأولمبية الدولية (الإنجليزية)
- ديفيد براون على موقع أوليمبيديا (الإنجليزية)
- ديفيد براون على موقع اللجنة الأولمبية الكندية (الإنجليزية)